# پورنیما همبرام
پورنیما همبرام (انگلیسی: Purnima Hembram؛ زادهٔ ۱۰ ژوئیهٔ ۱۹۹۳) ورزشکار دو و میدانی اهل هند است.